# Лучший хоккеист Европы
«Золотая клюшка» — ежегодная хоккейная награда, присуждаемая по решению ЛИХГ лучшему хоккеисту Европы советской газетой «Известия». Лауреат избирался заочным голосованием спортивных журналистов и представителей хоккейных федераций европейских стран. В 1987 году лучшего игрока избирали тренеры восьми стран. С 1988 года в опросе участвовали хоккейные федерации Европы и два руководителя ИИХФ.
Впервые была вручена в 1979 году Борису Михайлову.

## Список обладателей
| Год  | Страна | Игрок             | Позиция    | Клуб          |
| ---- | ------ | ----------------- | ---------- | ------------- |
| 1979 | СССР   | Борис Михайлов    | Нападающий | ЦСКА          |
| 1980 | СССР   | Сергей Макаров    | Нападающий | ЦСКА          |
| 1981 | СССР   | Владислав Третьяк | Вратарь    | ЦСКА          |
| 1982 | СССР   | Владислав Третьяк | Вратарь    | ЦСКА          |
| 1983 | СССР   | Владислав Третьяк | Вратарь    | ЦСКА          |
| 1984 | СССР   | Вячеслав Фетисов  | Защитник   | ЦСКА          |
| 1985 | ЧССР   | Иржи Кралик       | Вратарь    | ТЕ Готвальдов |
| 1986 | СССР   | Сергей Макаров    | Нападающий | ЦСКА          |
| 1987 | СССР   | Владимир Крутов   | Нападающий | ЦСКА          |
| 1988 | СССР   | Вячеслав Фетисов  | Защитник   | ЦСКА          |
| 1989 | СССР   | Сергей Макаров    | Нападающий | ЦСКА          |